# Dikrella crocea
Dikrella crocea är en insektsart som beskrevs av Ruppel och Delong 1953. Dikrella crocea ingår i släktet Dikrella och familjen dvärgstritar. Inga underarter finns listade i Catalogue of Life.